# James Crawford Angel

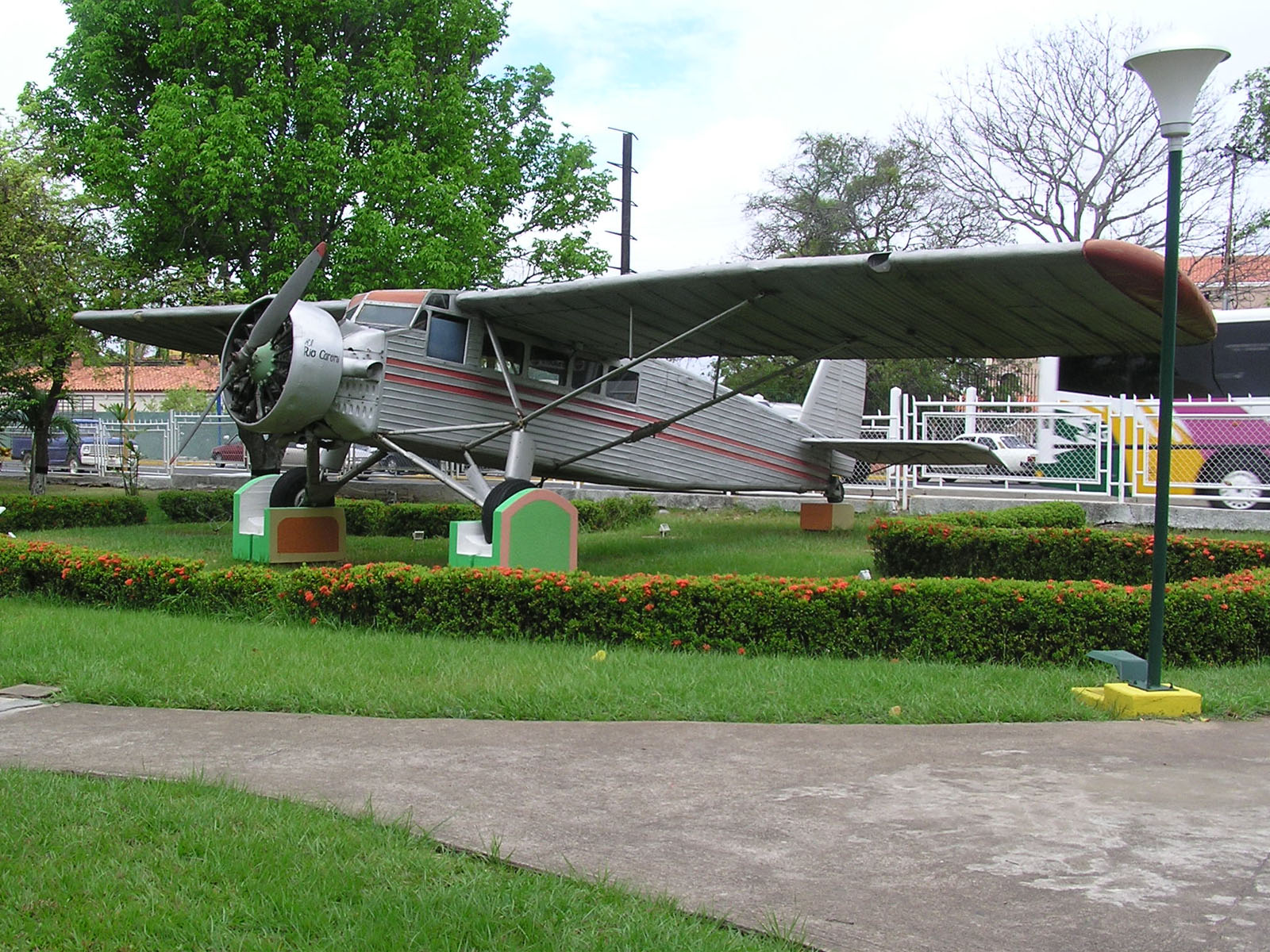
Réplica do avião usado por Jimmie Angel durante o descobrimento do Salto Angel.

James Crawford Angel ou Jimmie Angel (Missouri, Estados Unidos, 1 de agosto de 1899 - Panamá, 8 de dezembro de 1956) foi um explorador e aviador de origem estadunidense, a quem se atribui a notícia da existência do Salto Ángel na Venezuela, a queda de água mais alta do mundo, avistado por ele em 18 de novembro de 1933 e batizado em sua homenagem. 
Entre seus êxitos inclui-se também a difícil aterrissagem no cume do Auyantepui em 1937, o tepui onde se localiza o Salto Angel. A aeronave, entretanto, atolada na lama, não pode decolar, obrigando seus ocupantes a uma difícil marcha de volta com duração de onze dias. Em 1970, a aeronave foi resgatada e desmontada pelo exército venezuelano que acedeu ao local em helicópteros, sendo mais tarde remontada para exposição permanente no Museu Aeronáutico de Maracay